# Ярьомка Світлана Миколаївна
Світла́на Микола́ївна Ярьомка — українська спортсменка-самбістка та дзюдоїстка, почесна громадянка Яготина.
Вихованка Яготинської ДЮСШ, тренер Віктор Семперович.

## Спортивні досягнення
- осінь 2013 — чемпіонка світу з боротьби самбо, Санкт-Петербург, вагова категорія понад 80 кг.
- жовтень 2014 — золота медаль, «Гран-прі» з дзюдо в Ташкенті.
- листопад 2014 — бронзова медаль, турнір Grand Slam в ОАЕ.
- травень 2015 — золота медаль міжнародного турніру з дзюдо серії Grand Slam, Баку, вагова категорія понад 78 кг.
- червень 2015 — бронзова медаль у ваговій категорії понад 78 кг на 1-х Європейських іграх в Баку.
- жовтень 2015 — здобула срібну нагороду на Всесвітніх іграх військовослужбовців у Південній Кореї.
- листопад 2015 — здобула срібну нагороду на «Гран-прі» з дзюдо в китайському місті Ціндао.

### Виступи на Олімпіадах
| Олімпіада | Вагова категорія | Супротивник     | Стадія | Рез | Місце |
| Ріо 2016  | 78 + кг          | Савелкулс (NED) | 1 круг | пр  | 9     |

## Державні нагороди
- Орден «За заслуги» III ст. (23 серпня 2022) — за значні заслуги у зміцненні української державності, мужність і самовідданість, виявлені у захисті суверенітету та територіальної цілісності України, вагомий особистий внесок у розвиток різних сфер суспільного життя, відстоювання національних інтересів нашої держави, сумлінне виконання професійного обов'язку.[1]

## Відзнаки
- Відзнака Президента України — ювілейна медаль «25 років незалежності України» (2016).[2]